# Phaonia latipalpis
Phaonia latipalpis este o specie de muște din genul Phaonia, familia Muscidae, descrisă de Johann Andreas Schnabl și Dziedzicki în anul 1911. Conform Catalogue of Life specia Phaonia latipalpis nu are subspecii cunoscute.